# Boróka (keresztnév)
A Boróka a Borbála régi magyar beceneve, egyben egy növénynemzetség (Juniperus) neve is.

## Rokon nevek
Barbara, Babita, Barbarella, Biri, Bora, Borcsa, Bori, Boris, Boriska, Borka, Borbála, Varínia

## Gyakorisága
Az újszülötteknek adott nevek körében az 1990-es években igen ritkán fordult elő. A 2000-es és a 2010-es években sem szerepelt a 100 leggyakrabban adott női név között.
A teljes népességre vonatkozóan a Boróka sem a 2000-es, sem a 2010-es években nem szerepelt a 100 leggyakrabban viselt női név között.

## Névnapok
- december 4.[2]

## Híres Borókák
- Parászka Boróka, romániai magyar újságíró
- Kanyik Boróka (2002), kézilabdázó